# William Alington (1er baron Alington)
William Alington, 1er Baron Alington de Killard (baptisé le 14 mars 1610/11 - inhumé le 25 octobre 1648) est un pair irlandais.

## Biographie
Fils de Giles Alington. Il est créé baron Alington de Killard, le 28 juillet 1642. Il épouse Elizabeth Tollemache, fille de Lionel Tollemache (2e baronnet) (en) et Elizabeth Stanhope, avant le 1er octobre 1631. Ils ont au moins six enfants :
- Elizabeth Alington (1632-1691), qui épouse d'abord Charles Seymour (2e baron Seymour de Trowbridge), et ensuite John Ernle, chancelier de l'Échiquier
- Giles Alington, 2e baron Alington de Killard (1640-1660), célibataire et sans enfants
- William Alington (3e baron Alington) de Killard (avant 1641-1685), qui épouse d'abord Catherine Catherine Stanhope ; et en secondes noces, Juliana Noel, et en troisièmes noces, Diana Russel
- Hildebrand Alington, 5e baron Alington de Killard (1641-1723), décédé célibataire
- Catherine Alington, qui épouse John Jacob, 2e baronnet, et a un enfant
- Diana Alington, décédée célibataire.

Après sa mort, sa veuve, Lady Alington, se remarie avec William Compton, décédé en 1663. Elle est morte en 1671.